# Alfabet rosyjski
Alfabet rosyjski (ros. русский алфавит) – alfabet używany do zapisu języka rosyjskiego. Składa się z 33 liter, aczkolwiek ё jest nieobowiązkowa, a ъ jest bardzo rzadka.
Litera ъ w latach 20. i 30. XX wieku zastępowana była apostrofem – maszyny do pisania oraz stosowane w drukarniach czcionki wyprodukowane w tym okresie nie zawierały litery ъ, ponieważ jeszcze zwalczano starszą, przedsowiecką ortografię. W latach 1940–1970, mimo ponownego wprowadzenia do alfabetu litery ъ, bywała ona nadal zastępowana przez znak apostrofu lub (w maszynach do pisania) przez znak „. Obecnie z takimi sposobami oddawania litery ъ można się nadal spotkać w rękopisach osób starszych. Czasami stosowanie apostrofu zamiast ъ jest ukrainizmem, jako że to właśnie w języku ukraińskim apostrof pełni tę samą funkcję fonetycznie, co ъ w języku rosyjskim.

## Litery

Wielkie litery alfabetu w kroju szeryfowym

Wersja pisana (pominięto wielką wersję znaku twardego i miękkiego)

| Litery alfabetu rosyjskiego (cyrylicy) | Litery alfabetu rosyjskiego (cyrylicy) | Litery alfabetu rosyjskiego (cyrylicy) | Litery alfabetu rosyjskiego (cyrylicy) | Litery alfabetu rosyjskiego (cyrylicy) | Litery alfabetu rosyjskiego (cyrylicy) |
| Pismo proste                           | Pismo pochyłe (kursywa)                | pismo odręczne                         | nazwa                                  | nazwa rosyjska                         | nazwa (cyrylica)                       |
| -------------------------------------- | -------------------------------------- | -------------------------------------- | -------------------------------------- | -------------------------------------- | -------------------------------------- |
| А а                                    | А ɑ                                    |                                        | а                                      | a                                      | а                                      |
| Б б                                    | Б б                                    |                                        | b                                      | be                                     | бэ                                     |
| В в                                    | В в                                    |                                        | w                                      | we                                     | вэ                                     |
| Г г                                    | Г г                                    |                                        | g                                      | ge                                     | гэ                                     |
| Д д                                    | Д д                                    |                                        | d                                      | de                                     | дэ                                     |
| Е е                                    | Е е                                    |                                        | je                                     | je                                     | е                                      |
| Ё ё                                    | Ё ё                                    |                                        | jo                                     | jo                                     | ё                                      |
| Ж ж                                    | Ж ж                                    |                                        | ż                                      | że                                     | жэ                                     |
| З з                                    | З з                                    |                                        | z                                      | ze                                     | зэ                                     |
| И и                                    | И и                                    |                                        | i                                      | i                                      | и                                      |
| Й й                                    | Й й                                    |                                        | j                                      | i kratkoje                             | и краткое                              |
| К к                                    | К к                                    |                                        | k                                      | ka                                     | ка                                     |
| Л л                                    | Л л                                    |                                        | l, ł                                   | el                                     | эл                                     |
| М м                                    | М м                                    |                                        | m                                      | em                                     | эм                                     |
| Н н                                    | Н н                                    |                                        | n                                      | en                                     | эн                                     |
| О о                                    | О о                                    |                                        | o                                      | o                                      | о                                      |
| П п                                    | П n                                    |                                        | p                                      | pe                                     | пэ                                     |
| Р р                                    | Р р                                    |                                        | r                                      | er                                     | эр                                     |
| С с                                    | С с                                    |                                        | s                                      | es                                     | эс                                     |
| Т т                                    | Т т                                    |                                        | t                                      | te                                     | тэ                                     |
| У у                                    | У у                                    |                                        | u                                      | u                                      | у                                      |
| Ф ф                                    | Ф ф                                    |                                        | f                                      | ef                                     | эф                                     |
| Х х                                    | Х х                                    |                                        | ch                                     | cha                                    | ха                                     |
| Ц ц                                    | Ц ц                                    |                                        | c                                      | ce                                     | цэ                                     |
| Ч ч                                    | Ч ч                                    |                                        | ć                                      | cie                                    | че                                     |
| Ш ш                                    | Ш ш                                    |                                        | sz                                     | sza                                    | ша                                     |
| Щ щ                                    | Щ щ                                    |                                        | ś                                      | sia                                    | ща                                     |
| Ъ ъ                                    | Ъ ъ                                    |                                        | twardy znak                            | twiordyj znak                          | твёрдый знак                           |
| Ы ы                                    | Ы ы                                    |                                        | y                                      | y                                      | ы                                      |
| Ь ь                                    | Ь ь                                    |                                        | miękki znak                            | miagkij znak                           | мягкий знак                            |
| Э э                                    | Э э                                    |                                        | e                                      | e lub e oborotnoje                     | э э оборотное                          |
| Ю ю                                    | Ю ю                                    |                                        | ju                                     | ju                                     | ю                                      |
| Я я                                    | Я я                                    |                                        | ja                                     | ja                                     | я                                      |

### Użycie litery ё
Współcześnie litery ё wymawianej jako /jo/ w języku rosyjskim używa się obowiązkowo w następujących przypadkach:
- w tekstach, gdzie konsekwentnie stawia się znaki akcentu;
- w książkach przeznaczonych dla małych dzieci;
- w tekstach dla uczniów i uczących się języka rosyjskiego jako obcego.

W każdej książce teksty można pisać, używając litery ё, jeśli taka jest wola autora czy redaktora. Często jednak litery tej używa się tylko wyrywkowo. Zaleca się jej używać w przypadku:
- kiedy pozwala to uniknąć dwuznaczności (np. всё → wszystko, все → wszyscy; нёбо → podniebienie, небо → niebo; узнаем → poznamy, узнаём → poznajemy)
- kiedy ma się do czynienia ze słowem rzadko występującym lub powszechnie źle wymawianym, dla ukazania jego prawidłowej wymowy (np. флёр → welur, щёлочка → szczelinka, сёрфинг → surfing, новорождённый → noworodek)
- w niektórych nazwach własnych, gdzie rozróżnienie е i ё dla zwykłych czytelników nie jest intuicyjnie oczywiste (np. Дежнёв → Dieżniow, Олёкма → Olokma).

## Litery usunięte w latach 1917–1918
Do czasu reformy rosyjskiej ortografii w latach 1917–1918, a w publikacjach emigracyjnych jeszcze długo później, w języku rosyjskim oficjalnie funkcjonowały jeszcze 4 inne litery tj.:
- Ѣѣ (jać – ros. ять) zastąpiona przez literę Е
- Ѳѳ (fita – ros. фита) zastąpiona przez literę Ф
- Іі (i diesiatiericznoje – ros. и десятеричное) zastąpiona przez literę И
- Ѵѵ (iżyca – ros. ижица), już przed rewolucją używana do zapisu bardzo nielicznych słów (np. мѵро, tzn. krzyżmo), zastąpiona przez И

Także i obecnie litery te, choć rzadko, spotkać można niekiedy w rosyjskich tekstach. Dotyczy to zwłaszcza litery Ѣ, niegdyś powszechnej w rosyjskim piśmiennictwie, której usunięcie wzbudziło największe opory (pozostałe trzy usunięte z alfabetu litery używane były w niewielkiej liczbie słów, głównie zapożyczeń z języka greckiego; 'і' także w niektórych końcówkach, w zasadzie zawsze przed samogłoskami i samogłoskami jotowanymi). Użycie tego znaku ma nawiązywać do starych, przedrewolucyjnych tradycji, stąd litera ta pojawia się niekiedy np. w nazwach firm czy na znakach towarowych.